# Dialioideae

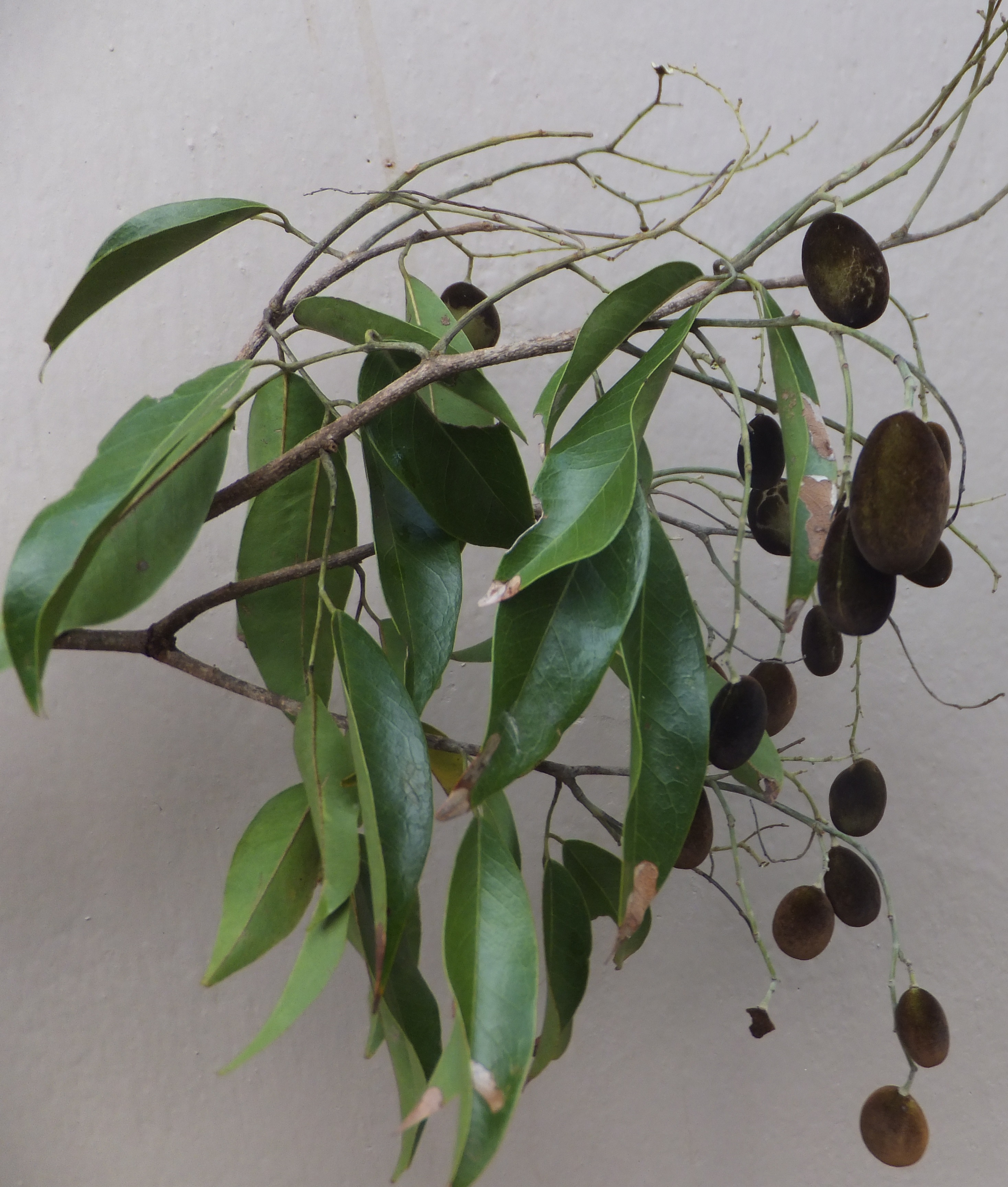
Větévka Dialium cochinchinense s plody

Dialioideae je podčeleď čeledi bobovitých, která byla ustavena v roce 2017 jako výsledek reorganizace parafyletické podčeledi Caesalpinioideae a představuje jednu z bazálních vývojových větví čeledi bobovité. Její zástupci jsou keře a stromy s převážně zpeřenými listy a pravidelnými nebo dvoustranně souměrnými květy. Plody jsou dužnaté a připomínající peckovici (u bobovitých neobvyklé), případně křídlaté typu samara. Plody některých druhů rodu dialium jsou jedlé. Někteří zástupci jsou těženi pro dřevo.

## Popis
Zástupci podčeledi Dialioideae jsou beztrnné keře a stromy, výjimečně i polokeře. Listy jsou převážně lichozpeřené, řidčeji sudozpeřené, jednolisté nebo u rodu Labichea dokonce dlanitě složené. Lístky bývají na vřeteni střídavé, výjimečně vstřícné.
Květenství mají nejčastěji podobu bohatě větveného thyrsoidu, řidčeji jsou květy uspořádány v dvouřadém hroznu nebo i jednotlivé.
Květy jsou oboupohlavné (u rodu Apuleia polygamní), pravidelné nebo lehce až silně dvoustranně souměrné, zpravidla bez češule. Kalich je nejčastěji pětičetný, řidčeji složený ze 4, 3 nebo 6 volných lístků. Koruna je složena z 1 až 6 (většinou 5) lístků nebo jsou květy bezkorunné. Tyčinek je malý počet, většinou 5 nebo méně, řidčeji více (6 až 10). Gyneceum je tvořeno jediným plodolistem, pouze u rodu dialium mohou být plodolisty i dva. Semeník je přisedlý nebo stopkatý a obsahuje zpravidla 2, řidčeji 1 nebo naopak větší počet vajíček. Plody jsou obvykle nepukavé a připomínající peckovici nebo křídlaté typu samara a zpravidla obsahují jen 1 nebo 2 semena. Výjimečně jsou plody pukavé anebo peckovice rozpadavé na jednosemenné plůdky.

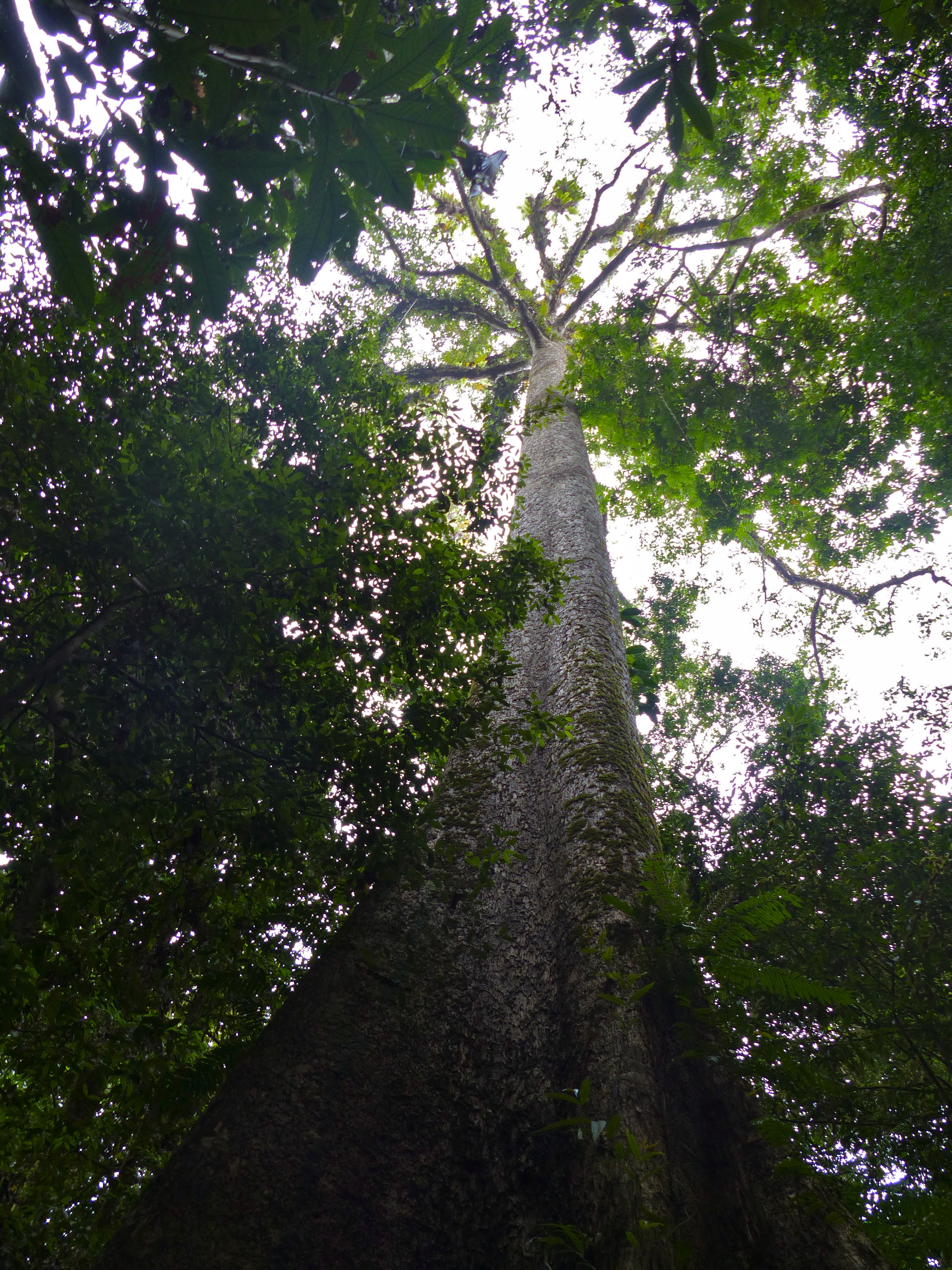
Kmen Koompassia excelsa s velkými opěrnými pilíři
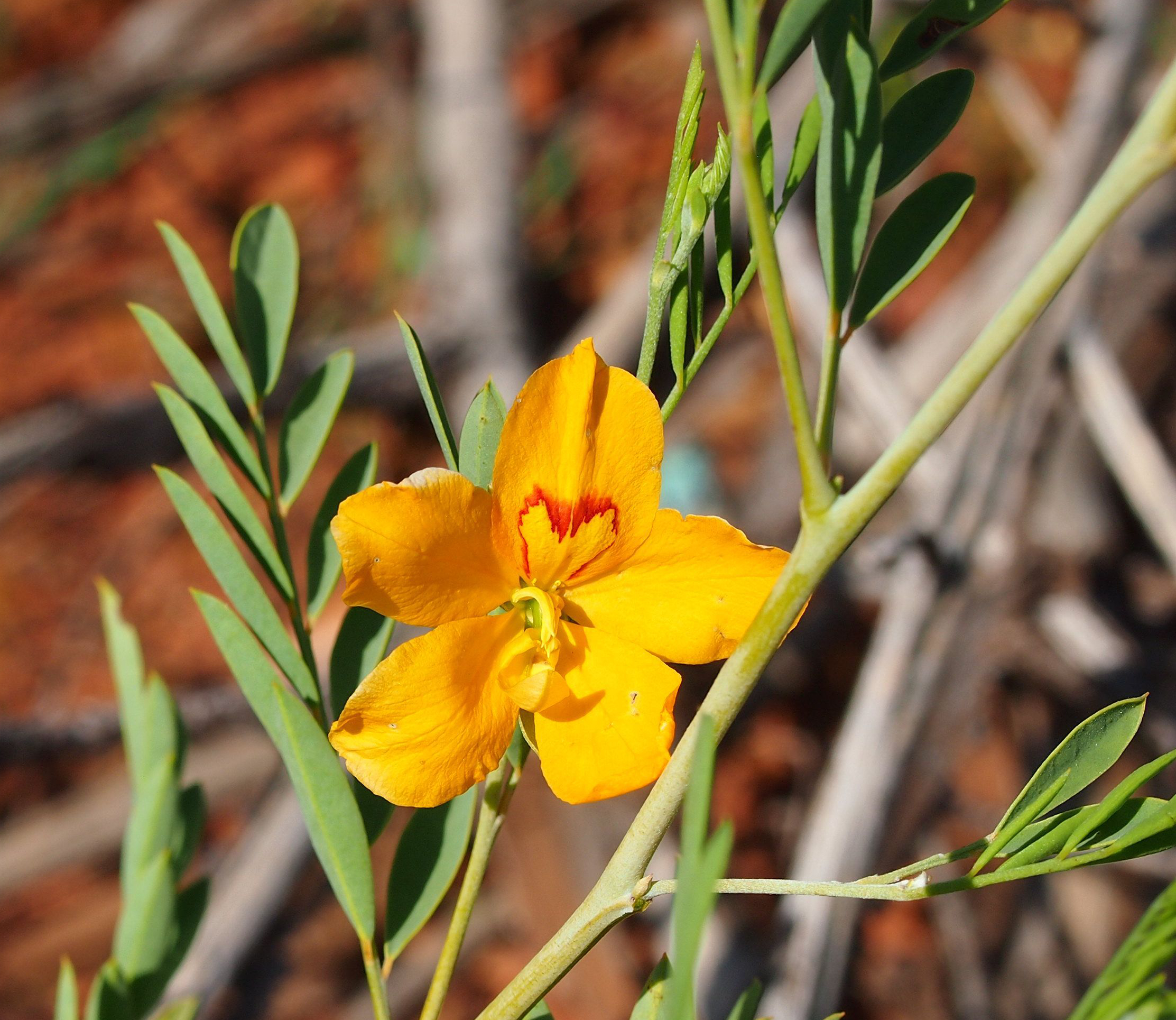
Květ Petalostylis labicheoides
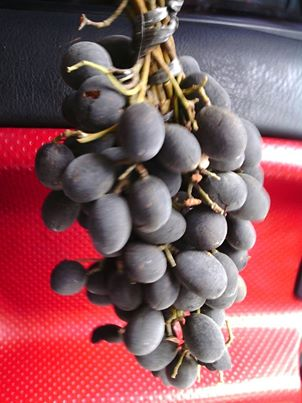
Plodenství Dialium indum

## Rozšíření
Podčeleď Dialioideae zahrnuje 17 rodů a asi 85 druhů. Je rozšířena v tropech celého světa.

## Taxonomie
Podčeleď Dialioideae se v taxonomii bobovitých objevuje poprvé až v roce 2017. Předtím byly rody této čeledi řazeny do tribu Cercideae v rámci podčeledi Caesalpinioideae, která byla shledána parafyletickou a komplexně reorganizována. Rody tohoto tribu byly rozděleny do celkem 3 různých podčeledí představujících monofyletické vývojové větve. Dialioideae představují sesterskou větev kladu zahrnujícího stávající podčeledi Caesalpinioideae a Papilionoideae.

## Zástupci
- dialium (Dialium)[2]

## Význam
Plody některých druhů rodu dialium jsou jedlé. Stromovití zástupci tohoto i některých dalších rodů jsou zdrojem dřeva. Některé druhy mají význam v tradiční medicíně.

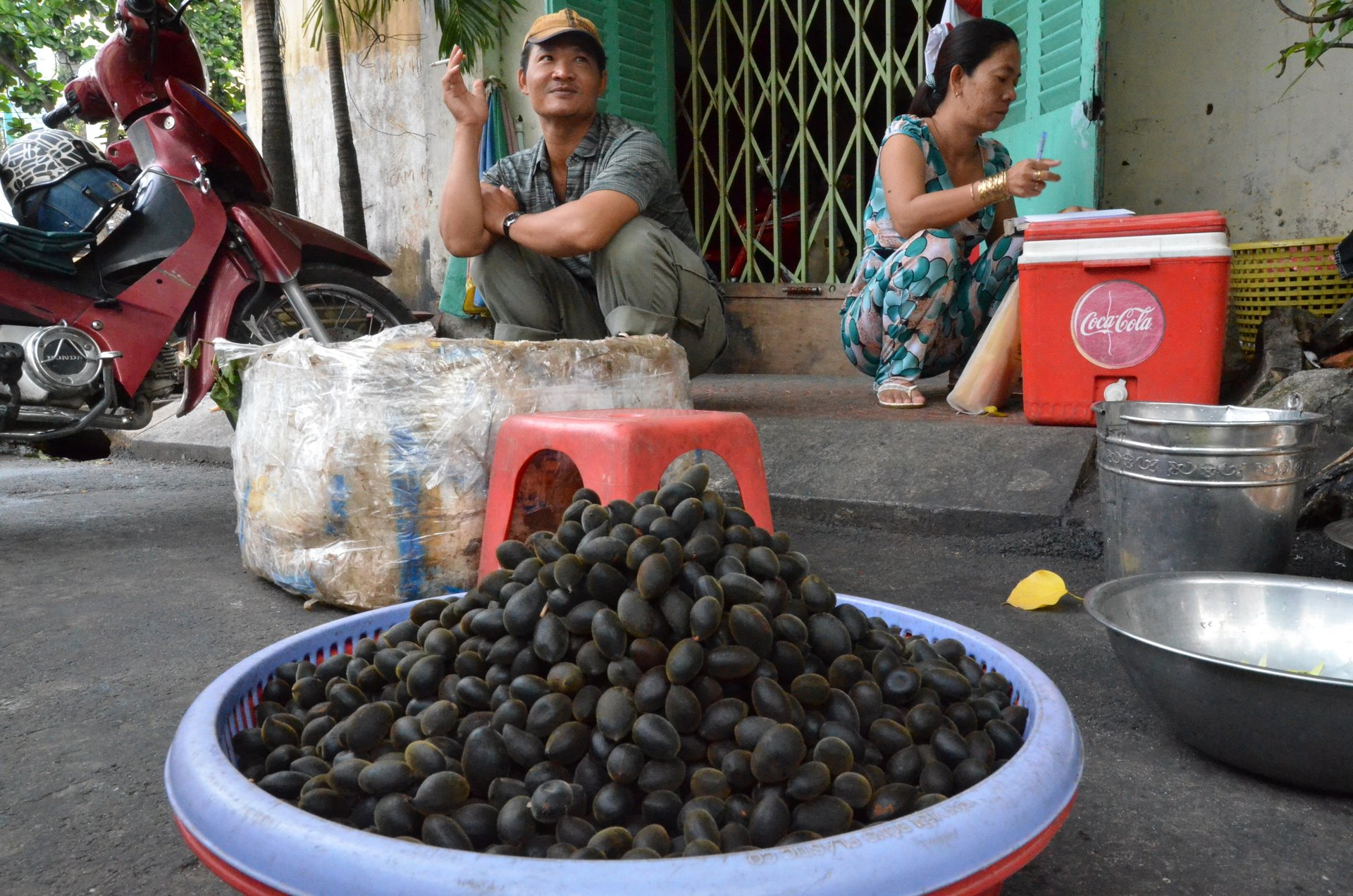
Plody Dialium cochinchinense na trhu ve Vietnamu
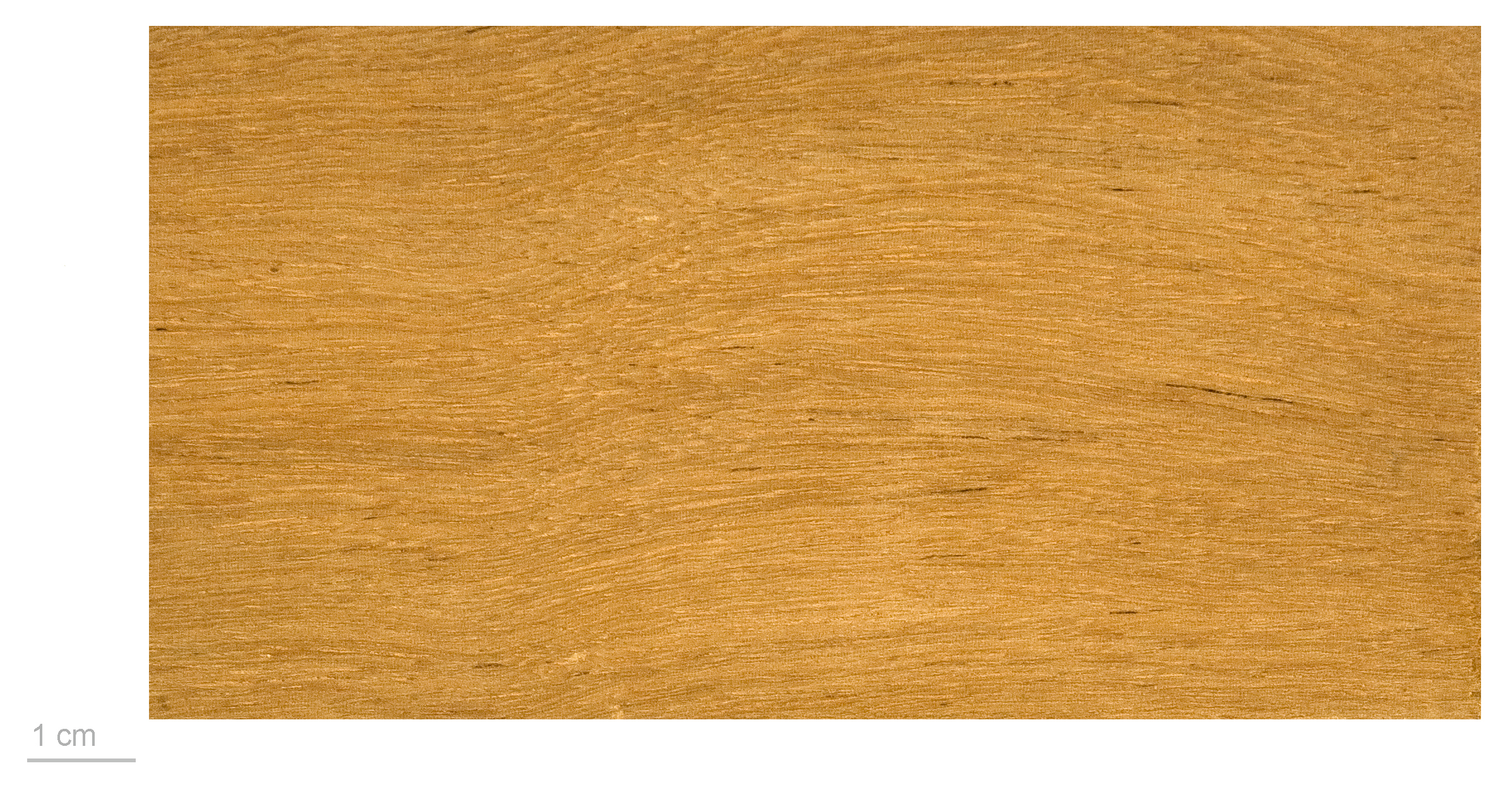
Dřevo Storckiella pancheri

## Přehled rodů podčelediDialioideae
Androcalymma,
Apuleia,
Baudouinia,
Dialium,
Dicorynia,
Distemonanthus,
Eligmocarpus,
Kalappia,
Koompassia,
Labichea,
Martiodendron,
Mendoravia,
Petalostylis,
Poeppigia,
Storckiella,
Uittienia,
Zenia